# Сюнт-Хасардагский заповедник
«Сюнт-Хасарда́гский госуда́рственный приро́дный запове́дник» (туркм. Sünt-Hasardag goraghanasy) — государственный природный заповедник, особо охраняемая природная территория Туркменистана, расположенная в Балканском велаяте на юго-западе страны, в предгорьях вершин Сюнт и Хасар юго-западного Копетдага. Центральная усадьба заповедника находится в посёлке Кара-Кала (ныне — город Махтумкули).
Создан сначала как Сюнт-Хасардагский филиал Копетдагского государственного заповедника постановлением Совета министров Туркменской ССР № 559 от 2 декабря 1977 года «Об организации Сюнт-Хасардагского филиала Копетдагского государственного заповедника», а в январе 1979 года учреждён как «Сюнт-Хасардагский государственный заповедник», состоящий из трёх участков: центрального, включающего среднюю часть Сюнт-Хасардагской гряды; Чандырского — в долине реки Чандыр и Айдеринского — в ущелье Ай-дере. Главная задача — охрана и комплексное изучение уникальной флоры и фауны юго-западного Копетдага.
Общая площадь заповедника — 303 км² (на 1990 год — 29 700 га).
Находится в подчинении Государственного комитета Туркменистана по охране окружающей среды и земельным ресурсам.

## История исследований
Идея создания заповедника на юго-западном Копетдаге выдвигалась ещё Николаем Ивановичем Вавиловым в 20-е годы XX века. Легендарный учёный по праву считал долину реки Сумбар одним из важнейших мировых центров происхождения и генетического разнообразия культивируемых человечеством растений. В связи с этим в 1928—1930 годах Н. И. Вавилов создал в посёлке Кара-Кала (ныне — город Махтумкули) Кара-Калинского района Туркменской ССР Туркменскую опытную станцию генетических ресурсов растений Всесоюзного института растениеводства (ТОС ВИР) с целью комплексного изучения, сохранения и восстановления уникального генетического разнообразия растительных ресурсов юго-западного Копетдага.
Уже в 1920-е и, особенно, 1930-е годы усилившиеся вырубки ценнейших плодовых пород, распашка земель и перевыпас оказали пагубное воздействие на растительный генофонд западного Копетдага, вызвали эрозию почв на склонах гор, снизили уровень грунтовых вод и участили сход селевых потоков. В результате растительные сообщества региона значительно деградировали. Необходимость организации заповедника для охраны уникальной природы бассейна Сумбара и его притоков была предложена экспедицией М. К. Лаптева, которая работала в 1927 году на западном Копетдаге с целью определения места для заповедника. В состав экспедиции, кроме М. К. Лаптева, входили крупные учёные — М. Г. Попов, Н. В. Андросов, Л. А. Березин, С. И. Билькевич. Было рекомендовано включить в территорию заповедника ущелья Елдере, Пордере, Гюен и Тутлы. О необходимости организации заповедника в долинах рек Сумбар и Чендыр высказывался и В. Г. Гептнер.
Тем временем, оскудение генетических растительных ресурсов в регионе продолжалось, и в 1936 году Н. И. Вавилов обратился с докладной запиской в Совет министров Туркменской ССР о необходимости незамедлительной организации заповедника для охраны, восстановления и приведения в порядок ущелий в долине Сумбара, в первую очередь, таких, как Айдере, Елдере, Пордере. Однако последователям Н. И. Вавилова понадобилось ещё четыре десятилетия, чтобы выполнить его наказ. Дальнейшая борьба за создание заповедника велась преимущественно сотрудниками ТОС ВИР. В 1970-е годы она была поддержана широкими слоями научной общественности. На юго-западном Копетдаге работали многие видные советские учёные — В. Г. Гептнер, К. К. Флёров, Г. П. Дементьев и др. Б. А. Федченко писал, что растительность западного Копетдага «…является наиболее разнообразной и богатой из всех частей Закаспийской области».
Многолетние научные исследования и обоснования, неоднократные выступления научной и природоохранной общественности привели к тому, что постановлением Совета министров Туркменской ССР № 559 от 2 декабря 1977 года «Об организации Сюнт-Хасардагского филиала Копетдагского государственного заповедника» на территории юго-западного Копетдага был создан Сюнт-Хасардагский филиал Копетдагского государственного заповедника (уже образованного двумя годами раньше), а в январе 1979 года учреждён «Сюнт-Хасардагский государственный заповедник».
Заповедник проводит большую научно-исследовательскую работу. Ведётся ежегодная «Летопись природы». Были опубликованы сборники научных трудов о результатах изучения растительного и животного мира западного Копетдага (1982, 1985 годы). В посёлке Кара-Кала (ныне — город Махтумкули), где находится растениеводческая опытная станция (усадьба заповедника расположена в 3 км от города Махтумкули в урочище Пархай), жили и работали очень многие советские исследователи — ботаники, селекционеры, растениеводы, географы и зоологи, которые внесли, каждый в своей сфере, значительный вклад в изучение живой природы этого уникального края.

## Географическое положение и рельеф
Сюнт-Хасардагский заповедник находится на юго-западном Копетдаге и состоит из трёх участков: Центрального (оба склона хребта Сюнт-Хасардаг), Айдеринского (каньон одноимённого ущелья) и Чандырского (северный склон хребта Пальван), расположенных, преимущественно, на высоких холмогорьях, а также в нижнем и среднем поясе гор. Незначительная часть территории представлена низкими предгорьями, но практически не охвачены подгорная равнина и верхний пояс западного Копетдага. Интервал абсолютных высот — от 500 до 1600 м на Центральном участке, от 800 до 1500 м на Айдеринском и от 500 до 1200 м на Чендырском участке. Участки заповедника расположены на территории Магтымгулыйского, а также, частично, Бахарлыйского и Сердарского этрапов Ахалского велаята.
Первоначально общая площадь заповедника составляла 39,8 тыс. га, однако, она неоднократно сокращалась. Современная площадь составляет 30,3 тыс. га, причём, центрального участка — 13,4 тыс. га, Айдеринского — 3,6 тыс. га, Чендырского — 9,5 тыс. га.
С юга к центральному участку Сюнт-Хасардагского заповедника прилегает одноимённый заказник (3,8 тыс. га). Основной тип почв — серозёмы, в основном, тёмные, которые распространены в верхней части пояса на высоте 1000—1500 м, занимают склоны гор и плоские поверхности с пырейно-разнотравно-эфемеровой растительностью. Светлые серозёмы приурочены к склонам гор на высоте 400—1000 м, где представлены, преимущественно, осоково-мятликовые группировки с участием полыни (Лавров, 1984 год). На палеогеновых глинистых участках образовались так называемые «лунные» горы-«бэдлэнды» (Бабаев, Дурдыев, 1982 год), на которых почвенный горизонт развит очень слабо.

## Климат
Климат сухой субтропический. Зимой в силу прорывов холодного воздуха с северного склона Копетдага температура изредка на короткое время падает до —10 — −15. Среднемесячные температуры зимних месяцев не бывают отрицательными. Долины Сумбара и Чандыра на западе для тёплых и влажных воздушных масс со стороны Каспийского моря, что сильно смягчает зимнюю погоду.
Весна и осень тёплые, лето сухое и жаркое. Основная часть осадков выпадает зимой в виде дождя. Летом до 10—15 мм в месяц в виде кратковременных и сильных дождей. В июле 1981 года за двое суток выпало более 200 мм, что вызвало мощные селевые потоки в бассейне Сумбара.
Главный водный источник региона — река Сумбар, приток Атрека. Длина Сумбара составляет 245 км, а площадь бассейна 8270 км². В верховьях он обычно не пересыхает, а ниже города Махтумкули разбирается на орошение и остаётся практически без воды в течение 2-5 месяцев. В бассейне реки орошается 2,2 тыс. га. Во время кратковременных дождевых водотоков максимальные расходы воды Сумбара могут достигать сотен куб/сек. Мутность воды вблизи устья значительная, повышена и её минерализация.

## Флора
Во флоре заповедника преобладают виды древнесредиземноморского и иранского происхождения. Для этих видов данные район — восточная граница ареалов. С другой стороны большое влияние на формирование растительности оказывает проникновение среднеазиатских растений. Флора необычайно богата. Во флоре Копетдага, в целом, насчитывается 1766 разновидностей растений, из которых на западном Копетдаге зарегистрировано по одним данным 1381 и 1266, а по другим — 1148 видов. Флора заповедника представлена 1293 видами из 559 родов и 100 семейств.
Основными растительными группировками на современной территории резервата, в большей или меньшей мере, считаются пустынные, тугайные, нагорно-степные. Кроме перечисленных видов древесно-кустарниковых пород, в таких лесах произрастают грецкий орех, платан, ясень, дикая айва, а также инжир, виноград, кизильник, унаби, фисташка, ежевика. Местами сохранились дикорастущие яблони и реликтовый вид граната. Среди них — трюфели чёрный и коричневый, мухомор Виттадини, аспицилия Окснера, торнабеа блюдценосная, трихостомопсис, энтостодон Ганделя, ужовник обыкновенный, костец чёрный, можжевельник (арча) туркменский, солянка Ильина и Бочанцева, орех грецкий, клеоме туркменская, желтушник Кербабаева, шток-роза фиголистная и каракалинская, рябина греческая, груша Буасье и туркменская, яблоня туркменов — подвид яблони Сиверса, гранат обыкновенный, мягкоплодник критмолистый, мандрагора туркменская, красавка Комарова, лактук розеточный, зибера карликовая, василек Ильина и копетдагский, фагналон Андросова, иродиктилум копетдагский, рябчик Радде, безвременник Совица, тюльпан Хуга и Михеля, эремурус копетдагский, гиацинт Литвинова, лук переодевающийся, странный и однолистный, унгерния спиральная, штернбергия желтая, дремлик чемерицелистный и туркменский, тайник овальный, ятрышник обезьяний, дактилориза желтоватая, офрис закаспийский. Исключительную научную ценность имеет мандрагора туркменская (Mandragora turcomanica) — уникальное растение из семейства паслёновых. Отдельные эндемики этого района известны лишь только из одного местонахождения. Во флоре региона насчитывают 40 таких видов. Среди них включённые в Красную книгу: мандрагора туркменская, атропа Комарова, рябчик Радде, ирис Эвбенка и др. Тенистые заросли диких плодовых растений — граната, инжира, алычи, винограда, ореха — являются ценнейшим источником изменчивости ценных видов для их дальнейшей селекции.

## Фауна
Фауна заповедника необыкновенно богата и своеобразна. По устаревшим данным 30 видов животных, обитающих в заповеднике, были внесены в Красную книгу СССР, и 47 видов — в Красную книгу Туркменской ССР. Среди чешуекрылых это парусник алексанор, олеандровый бражник, бражник Комарова и мёртвая голова. Необычайно богата фауна муравьёв, она насчитывает 79 видов из которых 15 эндемики Копетдага.
В заповеднике обитает 3 вида земноводных (2 вида зелёных жаб и малоазиатская лягушка) и 35 видов рептилий. К крайне редким видам, обнаруженным в заповеднике, относятся поперечнополосатый волкозуб, изменчивый олигодон, туркменский эублефар.
Географическое положение юго-западного Копетдага на стыке Центральноазиатского и Средиземноморского биогеографических регионов определяет состав сформировавшихся здесь беспозвоночных и позвоночных животных. Так, фауна муравьёв бассейна Сумбара, список которой включает 79 видов, принадлежит к различным по происхождению фаунистическим комплексам. С туркменским очагом связаны 29 (38 %) видов, которые возникли в аридных условиях Средней Азии, а 17 (22 %) видов формировались в средиземноморском регионе. В фауне ортоптероидных насекомых западного Копетдага зарегистрировано более 100 видов, среди которых список саранчовых включает виды, широко распространённые как в Средиземноморье, так и в Средней Азии. Другой пример: почти половина, более 40 % от общего числа (76 видов) млекопитающих, встречающихся на западном Копетдаге, принадлежит к средиземноморскому фаунистическому комплексу.
Юго-западный Копетдаг при орнитогеографическом районировании выделяется в ранг участка, относящегося к Копетдагскому горно-лесному (семиаридному) району Ирано-Афганского округа Переднеазиатской горной провинции. В целом же, на западном Копетдаге, беспозвоночных животных выявлено около 2400—2500 видов, из которых: 79 муравьёв, несколько сотен видов чешуекрылых (18 бражников, 5 парусников и др.), 102 ортоптероидов (3 вида тараканов, 7 богомоловых, 4 вида термитов, 14 кузнечиковых, 9 сверчковых, 1 вид триперстовых, 64 саранчовых), 2 уховерток, 160 пауков; наземных позвоночных — 392 вида: 4 земноводных (малоазиатская лягушка — под большим вопросом), 36 пресмыкающихся, 276 птиц и 76 видов млекопитающих. Эти цифры приведены из опубликованных данных и, конечно, пока ещё не отражают полный современный состав фауны, прежде всего, беспозвоночных животных.
В Красную книгу Туркменистана занесены многие виды насекомых и других беспозвоночных, обитающих в заповеднике: перемешка Фатима, коромыслик мелкоглазка, богомол древесный, кузнечик норовый, саксетания копетдагская, жужелица Розена, большой лесной красотел, щелкун ленкоранский, шмель глинистый, ксилокопа фиолетовая, амблиопоне Анны, прибрежный и холмогорный муравьи, медведица закаспийская мрачная, лента орденская туранговая, перламутровка Александра и каллимах. Из земноводных здесь обычны, а в подходящих условиях многочисленны зелёная и среднеазиатская жабы и озёрная лягушка. Весной численность размножающихся зелёных жаб на 1 км маршрута может достигать 50, а озёрной лягушки — 250 особей.
Черепах в заповеднике 3 вида. Каспийская и болотная черепахи обитают по Сумбару и Чандыру, где они обычны, а местами даже многочисленны. Населяют побережье рек, озёра, родники, пруды.
В заповеднике встречается 17 видов ящериц — от небольших гекконов (серый, каспийский и колючехвостый) до серого варана. Наиболее заметной и многочисленной среди ящериц считается кавказская агама (в среднем — 5 особей/га). Среди ящериц встречаются редкие виды, внесённые в Красную книгу Туркменистана (1999), — туркменский эублефар и серый варан.
Велико разнообразие змей. Их в заповеднике — 16 видов, в том числе, ядовитые: эфа, гюрза и кобра, численность которых повсеместно сокращается. Гюрза наиболее многочисленна в западной части Сумбар-Чандырского междуречья, а эфа — в долинах Сумбара и Атрека. Из 230 эф, отловленных в течение 3 лет, более 90 % были добыты именно в долинах этих рек. Гюрза — «краснокнижный» вид. На юго-западном Копетдаге их зарегистрировано 276 видов, из них 128 гнездящиеся (49 оседлых). В самом заповеднике 159 видов. Гнездовая орнитофауна юго-западного Копетдага насчитывает 121 вид, для 104 из которых гнездование в данном регионе уже доказано, а 17 пока относятся к вероятно гнездящимся. Встречаются также обыкновенный щитомордник, слепозмейка, стройный удавчик, изменчивый олигодон.
Весьма интересен в зоогеографическом отношении комплекс гнездящихся видов птиц, связанных с древесно-кустарниковыми зарослями, количество таких видов на западном Копетдаге — 53. В заповеднике зарегистрировано 250 видов птиц, из них 12 редкие и были включены в Красные книги. В горах гнездятся бородач, беркут, балобан, чёрный аист. Численность турача к концу 1930-х годов упала до нуля, но с образованием заповедника этот вид вновь появился в пойме Сумбара. Интересен плохо изученный вид ястребиный орёл. В 1986 году удалось вновь после большого перерыва найти гнездо этого вида, до этого гнездование ястребиных орлов на Копетдаге было отмечено только в 1892 году. Обычны орёл-карлик, белоголовый сип (в условиях заповедника этот вид гнездится небольшими колониями), стервятник, курганник и обыкновенная пустельга. Из крупных сов в заповеднике обычен филин.
Список зверей западного Копетдага включает 76 видов. В этот список, однако, включены и вымершие: туранский тигр, гепард, благородный олень, встречавшиеся здесь в первые десятилетия XX века, а также виды, заход которых возможен из Ирана, и виды, которые известны из центрального Копетдага, но могут быть найдены и в заповеднике. Териофауна весьма специфична: 25-28 видов являются эндемиками или субэндемиками Копетдага. Очень большую роль Сюнт-Хасардагский заповедник играет для поддержания численности переднеазиатского леопарда и других видов хищных. С организацией заповедника увеличилась численность уриала и безоарового козла. На территории заповедника отмечено обитание редкого вида мышевидной сони. Для восстановления численности джейрана был создан джейраний питомник.

## Заказники
По контролем заповедника находится также Сюнт-Хасардагский заказник, созданный в 1990 году.
По данным 1990 года, в ведении заповедника были три заказника, играющих роль буферной зоны: Сумбарского пойменного (для охраны сохранившихся тугаев), Ходжа-Калинского, примыкающего к центральному участку с запада и севера и Айдеринского, окружающего соответствующий заповедный участок.

## Труды
Сотрудниками заповедника было выпущено два тома трудов:
- «Природа Западного Копетдага». сост. Ю. В. Дроздова, В. Я. Фет. Ашхабад: «Ылым». 1982. 229 с.
- «Растительность и животный мир Западного Копетдага». сост. Ю. В. Дроздова. Ашхабад: «Ылым». 1985. 278 с.